# Altare dei Santi Patroni della città
L'Altare dei Santi Patroni della città (altri nomi: Trittico dell'Adorazione dei Magi o Altare dei Re Magi; in tedesco: Altar der Stadtpatrone) è un polittico dipinto a tempera e oro su tavola del pittore tedesco Stephan Lochner, realizzato circa nel 1440-1442 e conservato nel Duomo di Colonia in Germania.

## Storia
Fu dipinto originariamente per la Ratskapelle (cappella del Consiglio) del Municipio di Colonia, intitolata a Santa Maria in Gerusalemme. La cappella fu sconsacrata nel 1794 ma solo nel 1810, durante l'occupazione francese, il dipinto venne trasferito nel Duomo nel timore di una possibile confisca a seguito delle leggi napoleoniche. Qui è posto sul lato meridionale del deambulatorio.
La prima citazione scritta del dipinto si trova nei diari di viaggio di Albrecht Dürer, che lo vide nel 1520 mentre era in viaggio per i Paesi Bassi, notando che dové pagare due Weißpfennig per poter vedere un dipinto del "Maister Steffan zu Köln", annotazione che risultò poi utile per l'attribuzione dell'opera a Lochner.

## Descrizione
Il lavoro è dedicato principalmente ai Re Magi ma anche ai santi Orsola e Gereone tutti considerati patroni di Colonia. Le reliquie dei Magi vennero trasferite da Milano a Colonia nel 1164 dove nel 1322 furono racchiuse in un prezioso scrigno. Orsola e le sue 11.000 compagne, martirizzate dagli Unni a Colonia, sono rappresentate dalle 11 fiammelle sullo stemma della città mentre le tre corone che le sormontano sono dedicate ai tre Re Magi. Secondo la leggenda Gereone fu martirizzato proprio a Colonia e nella città si trova la più antica chiesa a lui dedicata.
Con le sue ante aperte il trittico si presenta come una parata che unisce aspetti mistici e favolistici oltre ad una certa ufficialità nella rappresentazione monumentale dei personaggi e dei loro raffinati abbigliamenti. Mantiene una composizione simmetrica ed una struttura bidimensionale secondo l'iconografia gotica.
Nello scomparto di sinistra è rappresentata, in una dinamica composizione diagonale, Sant'Orsola con alcune delle 11.000 vergini; la affianca lo sposo Ereo, e tra la piccola folla spuntano il papa Ciriaco e il vescovo Severino.
La tavola centrale rappresenta l'Adorazione dei Magi: Maria, incoronata e seduta sul trono, è rappresentata sia come regina che come madre della misericordia. Pare di intravedervi un'ispirazione ai modelli della Maestà di Duccio di Boninsegna o quella di Simone Martini, probabilmente conosciute dal Lochner grazie alla diffusione di miniature.
Nello scomparto di destra è mostrato San Gereone assieme ai compagni martiri, i soldati della Legione Tebea. Qui, nei volti dei personaggi rivolti verso l'osservatore, qualcuno suppone possano celarsi dei ritratti e forse l'autoritratto di Lochner.
Le ante esterne, visibili quando il trittico viene chiuso, mostrano la tradizionale scena dell'Annunciazione. Lochner dimostra una maggiore sensibilità spaziale e prospettica rispetto alle tavole interne ed un'innovatività negli aspetti plastici e luministici. Basti osservare, oltre alla ricchezza dei drappeggi, i particolari della finestra dietro all'angelo, dell'inginocchiatoio di Maria e delle leggere pieghe dell'aureo broccato di sfondo.
Il pannello centrale misura 260 x 285 cm, mentre ciascuno dei pannelli laterali interni misurano 260 x 142 cm, i pannelli esterni sono leggermente più alti (261 cm).

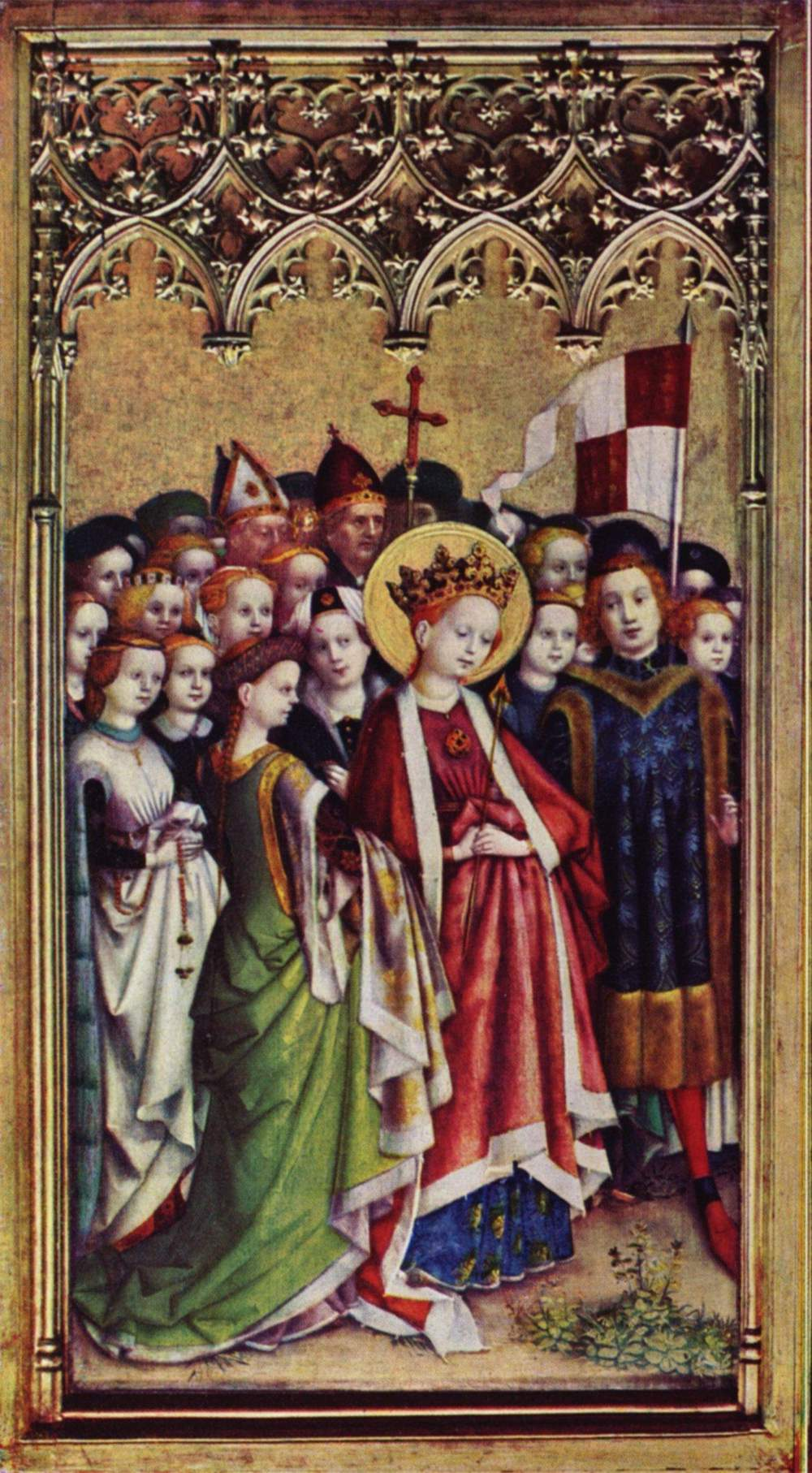
Sant'Orsola e compagne.
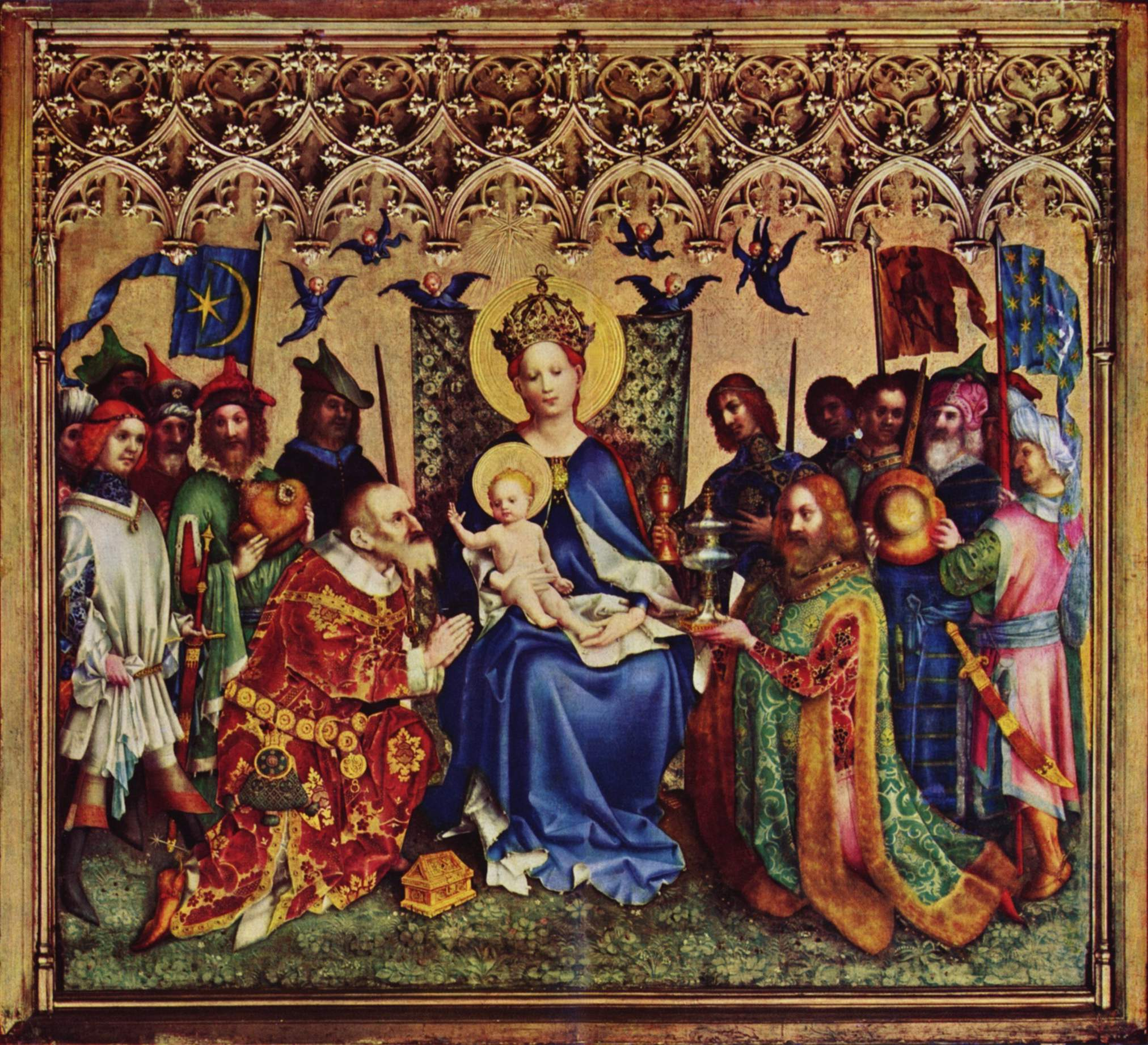
Adorazione dei Re Magi.
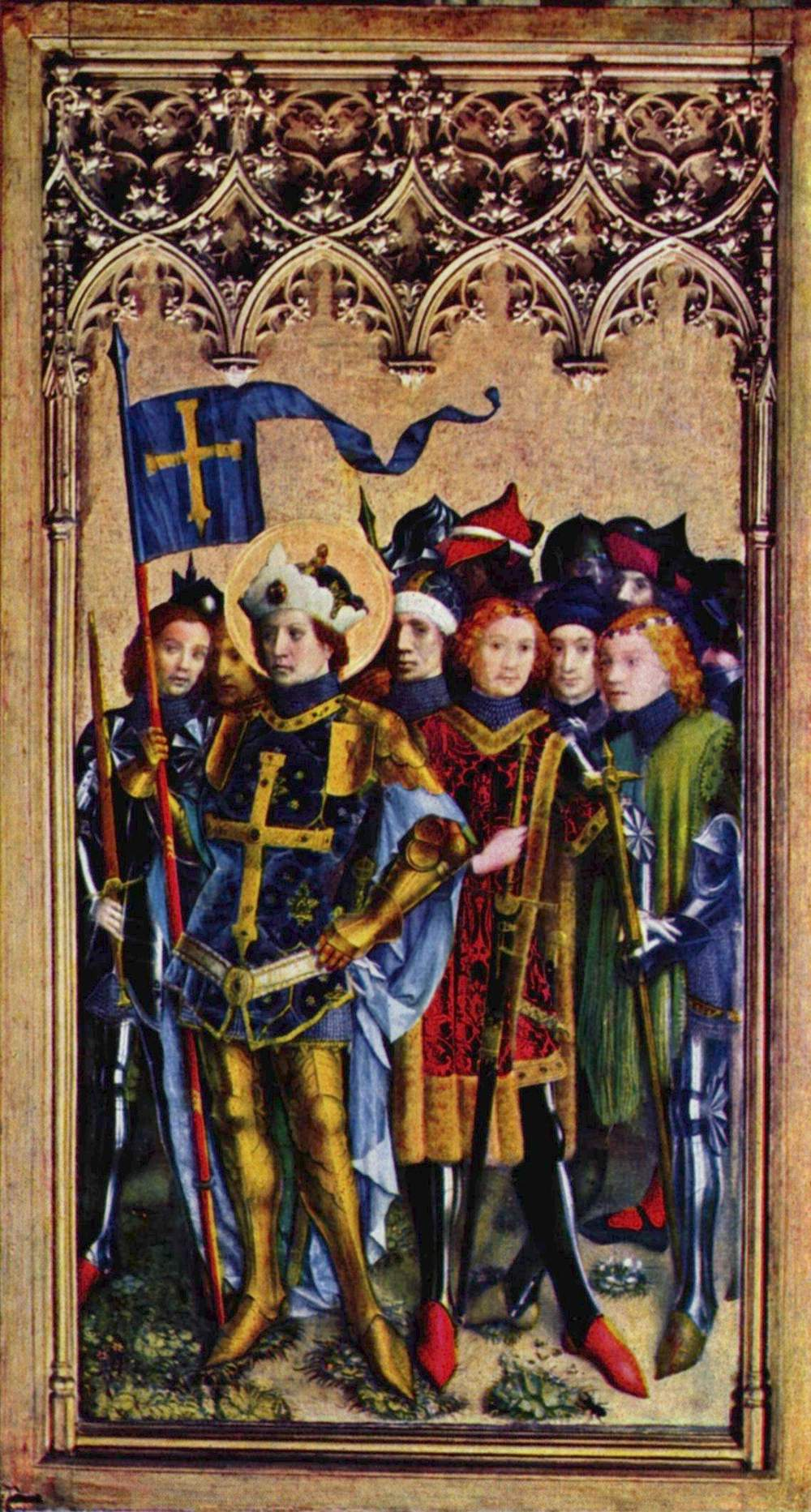
San Gereone e compagni.
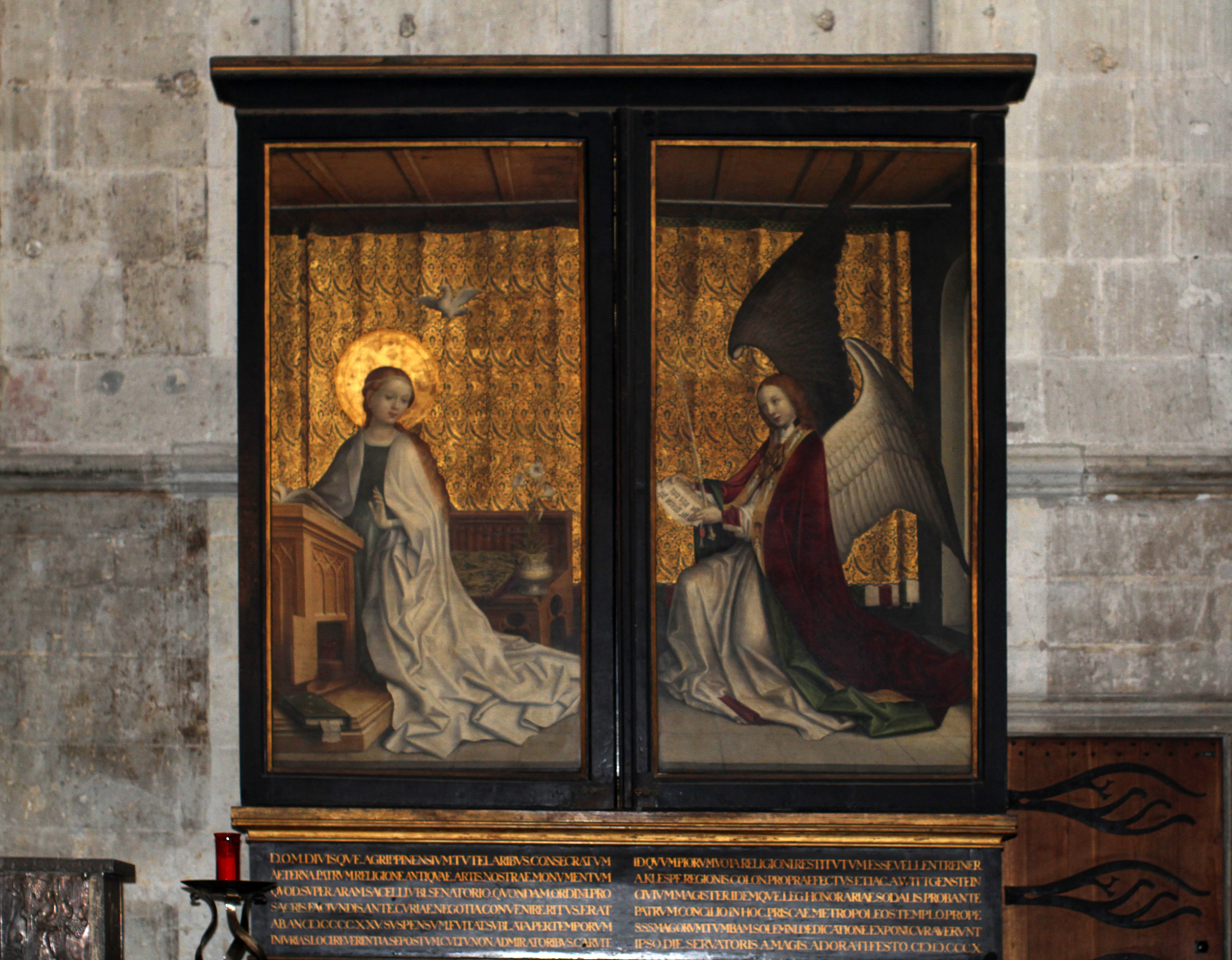
Annunciazione.